# Макс Франц
Макс Франц (1 вересня 1989 , Клагенфурт-ам-Вертерзеє ) - австрійський гірськолижник, бронзовий призер чемпіонату світу 2017 року в швидкісному спуску, учасник двох зимових Олімпійських ігор. Спеціалізується на швидкісних дисциплінах.

## Спортивна кар'єра
У міжнародних змаганнях Макс Франц дебютував 2004 року, а 2009 року в складі збірної Австрії взяв участь у чемпіонаті світу серед юніорів у Гарміш-Партенкірхені, де посів 7-ме місце у швидкісному спуску.
У Кубку світу дебютував 28 листопада 2009 року в Лейк-Луїсі, де показав 59-ий час у швидкісному спуску. Два роки по тому на тому ж етапі показав 25-й результат і набрав перші бали до заліку Кубка світу. Ще через рік, знову в Лейк-Луїсі, здійнявся на 2-ге місце у швидкісному спуску, виборовши перший у кар'єрі п'єдестал пошани на етапі Кубка світу. 2013 року потрапив до складу збірної на домашній чемпіонат світу в Шладмінгу, але посів там лише 23-тє місце у швидкісному спуску.
2014 року дебютував на Олімпійських іграх. У Сочі Франц виступив у трьох дисциплінах гірськолижної програми. У швидкісному спуску австрієць показав дев'ятий час, у супергіганті був шостим. У непрофільній для себе комбінації Франц посідав 5-те місце після швидкісного спуску, але не впорався зі слаломною трасою і вибув у другій спробі.
17 грудня 2016 року австрієць здобув свою першу перемогу в кар'єрі, вигравши швидкісний спуск на етапі в італійській Валь-Гардені, завдяки чому потрапив на чемпіонат світу в Санкт-Моріці. Там він посів 13-те місце в супергіганті, натомість у швидкісному спуску здобув бронзову медаль.
На другій у кар'єрі Олімпіаді Макс Франц виступав лише у швидкісних видах і обидва рази не потрапив до десятки найкращих. Швидкісний спуск він завершив на 11-му місці, а в супергіганті показав 17-ий час.

## Результати в Кубку світу
Усі результати наведено за даними Міжнародної федерації лижного спорту.

### П'єдестали в окремих заїздах
- 3 перемоги – (2 ШС, 1 СГ)
- 10 п'єдесталів – (6 ШС, 4 СГ)

| Сезон |                   |                       |                  |      |
| Дата  | Місце пров.       | Дисципліна            | Місце            |      |
| 2013  | 24 листопада 2012 | Озеро Луїза (Канада)  | Швидкісний спуск | 2-ге |
| 2014  | 26 січня 2014     | Кіцбюель (Австрія)    | Супергігант      | 3-тє |
| 2015  | 21 лютого 2015    | Зальбах (Австрія)     | Швидкісний спуск | 2-ге |
| 2017  | 17 грудня 2016    | Валь-Гардена (Італія) | Швидкісний спуск | 1-ше |
| 2018  | 26 листопада 2017 | Озеро Луїза (Канада)  | Супергігант      | 2-ге |
| 2018  | 15 грудня 2017    | Валь-Гардена (Італія) | Супергігант      | 2-ге |
| 2018  | 16 грудня 2017    | Валь-Гардена (Італія) | Швидкісний спуск | 3-тє |
| 2019  | 24 листопада 2018 | Озеро Луїза (Канада)  | Швидкісний спуск | 1-ше |
| 2019  | 1 грудня 2018     | Бівер Крік (США)      | Супергігант      | 1-ше |
| 2019  | 15 грудня 2018    | Валь-Гардена (Італія) | Швидкісний спуск | 2-ге |

### Підсумкові місця в Кубку світу за роками
| Сезон  |                 |        |                    |             |                  |                         |    |
| Вік    | Загальний залік | Слалом | Гігантський слалом | Супергігант | Швидкісний спуск | Гірськолижна комбінація |    |
| 2011   | 21              | 140    | —                  | —           | 57               | —                       | 39 |
| 2012   | 22              | 32     | —                  | —           | 14               | 24                      | 23 |
| 2013   | 23              | 26     | —                  | —           | 18               | 9                       | —  |
| 2014   | 24              | 26     | —                  | —           | 15               | 13                      | 37 |
| 2015   | 25              | 15     | —                  | —           | 8                | 10                      | 24 |
| 2016   | 26              | 43     | —                  | —           | 22               | 27                      | 28 |
| 2017   | 27              | 25     | —                  | —           | 6                | 16                      | —  |
| 2018   | 28              | 17     | —                  | —           | 5                | 10                      | —  |
| 2019 ^ | 29              | 21     | —                  | 56          | 11               | 9                       | —  |
| 2020   | 30              | 52     | —                  | —           | 18               | 29                      | —  |
| 2021   | 31              | 43     | —                  | —           | 19               | 13                      | —  |

Станом на 17 січня 2021 року
^ Травма в січні 2019 року, що завершила сезон

## Результати на чемпіонатах світу
Усі результати наведено за даними Міжнародної федерації лижного спорту.
| Рік  |        |                    |             |                  |                         |   |
| Вік  | Слалом | Гігантський слалом | Супергігант | Швидкісний спуск | Гірськолижна комбінація |   |
| 2013 | 23     | —                  | —           | —                | 23                      | — |
| 2015 | 25     | —                  | —           | —                | 19                      | — |
| 2017 | 27     | —                  | —           | 13               | 3                       | — |
| 2021 | 31     |                    |             | НФ               |                         |   |

## Результати на Олімпійських іграх
Усі результати наведено за даними Міжнародної федерації лижного спорту.
| Рік  |        |                    |             |                  |                         |     |
| Вік  | Слалом | Гігантський слалом | Супергігант | Швидкісний спуск | Гірськолижна комбінація |     |
| 2014 | 24     | —                  | —           | 6                | 9                       | НФ2 |
| 2018 | 28     | —                  | —           | 17               | 11                      | —   |